# Natural Act
| Recensione       | Giudizio |
| ---------------- | -------- |
| AllMusic         | [ 1 ]    |
| Robert Christgau | B        |

Natural Act è un album di Kris Kristofferson e Rita Coolidge, pubblicato dalla A&M Records nel dicembre del 1978.
L'album si piazzò al ventiquattresimo posto delle Chart Country Albums ed alla centoseiesima posizione della classifica statunitense The Billboard 200.

## Tracce
Lato A
1. Blue as I Do – 2:50 (Stephen Bruton)
2. Not Everyone Knows – 3:06 (Billy Swan, Bob Morrison)
3. I Fought the Law – 2:25 (Sonny Curtis)
4. Number One – 2:32 (Marlu Swan, Billy Swan)
5. You're Gonna Love Youself (In the Morning) – 2:52 (Donnie Fritts)
6. Loving You Was Easier (That Anything I'll Ever Do Again) – 4:08 (Kris Kristofferson)

Lato B
1. Back in My Baby's Arms – 2:59 (Joseph Henry Burnett)
2. Please Don't Tell Me How the Story Ends – 2:22 (Kris Kristofferson)
3. Hoola Hoop – 3:54 (Joseph Henry Burnett, Roscoe West, John Fleming)
4. Love Don't Live Here Anymore – 3:46 (Kris Kristofferson)
5. Silver Mantis – 5:31 (Joseph Henry Burnett, John Fleming)

## Musicisti
- Kris Kristofferson - voce
- Rita Coolidge - voce
- Mike Utley - tastiere, sintetizzatore
- Stephen Bruton - chitarre
- Jerry McGee - chitarre
- Donnie Fritts - tastiere
- Dennis Belfield - basso
- Sammy Creason - batteria
- Billy Swan - accompagnamento vocale, coro
- Stephen Bruton - accompagnamento vocale, coro
- Mike Utley - accompagnamento vocale, coro

Note aggiuntive
- Gene Page - arrangiamenti strumenti a corda
- Mike Utley - arrangiamenti strumenti a fiato
- Darrell Leonard - arrangiamenti strumenti a fiato
- Jerry Jumonville - sassofono solo (brano: Number One)
- David Anderle - produttore
- Kent Nebergall - ingegnere del suono, missaggio
- Peggy McCreary - assistente ingegnere del suono
- Mike Reese - masterizzazione (effettuata al The Mastering Lab)
- Ellen Vogt - assistente alla produzione[4]